# Tripolské hrabství
Tripolské hrabství neboli Hrabství Tripolis (latinsky Comitatus Tripolitanus), do roku 1109 Tortoské hrabství (dle města Tortosa), bylo posledním ze čtyř křižáckých států založených v Levantě po první křížové výpravě.

## Historie
Historie Tripolisu jako křižáckého státu se datuje od roku 1102. Tehdy jeden z vůdců první křížové výpravy Raimond IV. z Toulouse začal bojovat s Banu Ammarem, emírem z Tripolisu, který byl spojencem fátimovského Egypta. Raimond zabíral jedno město za druhým, až nakonec oblehl samotný Tripolis. Roku 1105 Raimond zemřel a jeho žezlo zdědil jeho tehdy nezletilý syn Alfons a jeho bratranec Vilém-Jordan, jako regent. Vilém pokračoval v obléhání města další čtyři roky, zatímco na Východ přijel Raimondův nemanželský syn Bernard, který doteď jako regent spravoval Toulouse ve Francii a opustiv mladého Alfonsa I., který se mezitím vrátil do Evropy a jeho matku. Bernard a Vilém, rozhodnutím jeruzalémského krále Baluina I. přijali, že si každý bude vládnout na svém dobytém území a že Tripolis, který padl následujícího roku, připadne Bernardovi. Když Vilém o několik měsíců později zemřel, Bernard po něm převzal všechna jeho území a stal se tak jediným vládcem.

Tripolské hrabství a další křižácké státy na Blízkém východě roku 1135

Hrabství Tripolis se poté stalo vazalským státem jeruzalémského království. Od roku 1142 na jeho území Řád johanitů vlastnil a nezávisle spravoval hrad Krak des Chevaliers. Hrabě Raimond III., který vládl v letech 1152–1187 byl důležitou postavou ve vztazích ke Království jeruzalémskému, a to díky svým příbuzenským vztahům s královským dvorem, jeho matka Hioderna byla dcerou jeruzalémského krále Balduina II. a díky sňatku si držel titul knížete galilejského. Byl dvakrát regentem království, poprvé v letech 1174–1177 za mladého Balduina IV. a podruhé za Balduina V. v letech 1185–1186. Byl také vůdcem opozičních šlechticů vůči příbuzným Balduina IV. Courtanayům, templářům, Guyovi de Lusignan a Renauldovi de Chatillon. Raimond se neúspěšně pokusil vyjednat mír s tureckým sultánem Saladinem. Paradoxně obležení Raimondova panství v Tiberiasu bylo příčinou tažení evropské armády do Galileje a tragické bitvy u Hattínu 4. července 1187 a ačkoliv se Raimondovi podařilo spasit se útěkem, nedlouho nato stejně zemřel.
Hrabství se podařilo uniknout ze spárů Saladinova vítězného tažení, které následovalo po hattínské bitvě. Vlády v Tripolisu se ujal druhý syn antiochijského knížete Bohemunda III. Bohemund IV. Po smrti Bohemunda III. v roce 1201 tvořil Tripolis s Antiochií personální unii s výjimkou let 1216–1219 až do pádu Antiochie roku 1268. Hrabství Tripolis vzdorovalo ještě několik let.
Smrt nepopulárního hraběte Bohemunda VII. vedla k rozepři mezi jeho dědičkou, jeho sestrou Lucií a měšťany, kteří byli podporováni Janovany. Nakonec se Lucie s měšťany a Janovany dohodla, čímž však popudila Benátčany a ctižádostivého Bartolomea Emriaca, který žádal pomoc od mameluckého sultána Qalawuna. Qalawun (arabsky: قلاوون الصالحي) roku 1289 město oblehl a dobyl, čímž křižácké hrabství Tripolis zaniklo.

## Symbolika

znaky hrabat z Tripolisu:
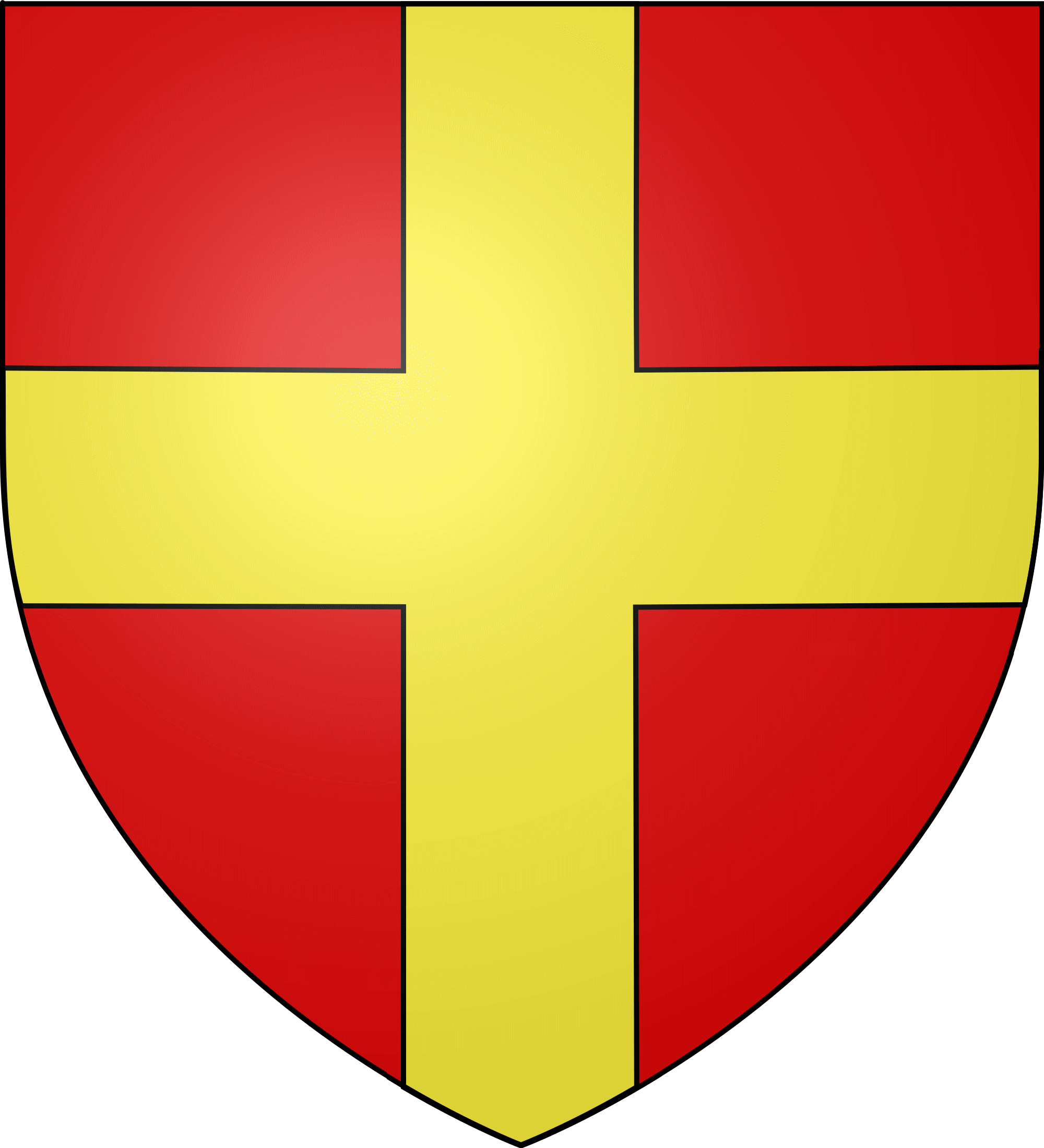
hrabata z rodu Toulouse (okcitánská větev), též Raimundovci
znak později přisuzovaný tripolským hrabatům z rodu Raimundovců
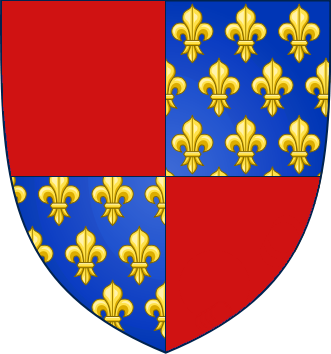
Poitiers-antiochijští (knížata Antiochie)

## Vazalská panství

### Panství Gibelet
Antické město Byblos se stalo sídelním městem rodiny Embriaco a panství Gibelet, také psáno Jebail (někdy nesprávně zaměňováno se jménem Ibelin). Páni z Gibeletu byli vazalové tripolského hraběte, ale po pádu Tripolisu se stali na nějaký čas vazaly Mamlúků. Jejich jižním sousedem bylo Panství Bejrút v Království jeruzalémském.

### Panství Botron
Panství Botron bylo dalším vazalským územím tripolského hrabství. Bylo správně a vojensky kontrolováno z hradu Batroun.

## Nejvyšší úřady v hrabství

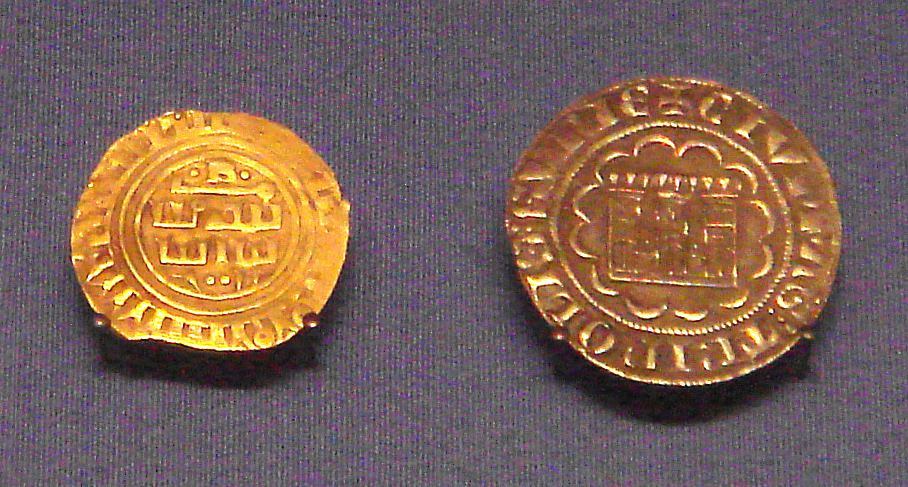
Mince Triplského hrabství, zlatý bezant s arabským textem (1270–1300) a stříbrný gros (1275–1287). Britské muzeum.

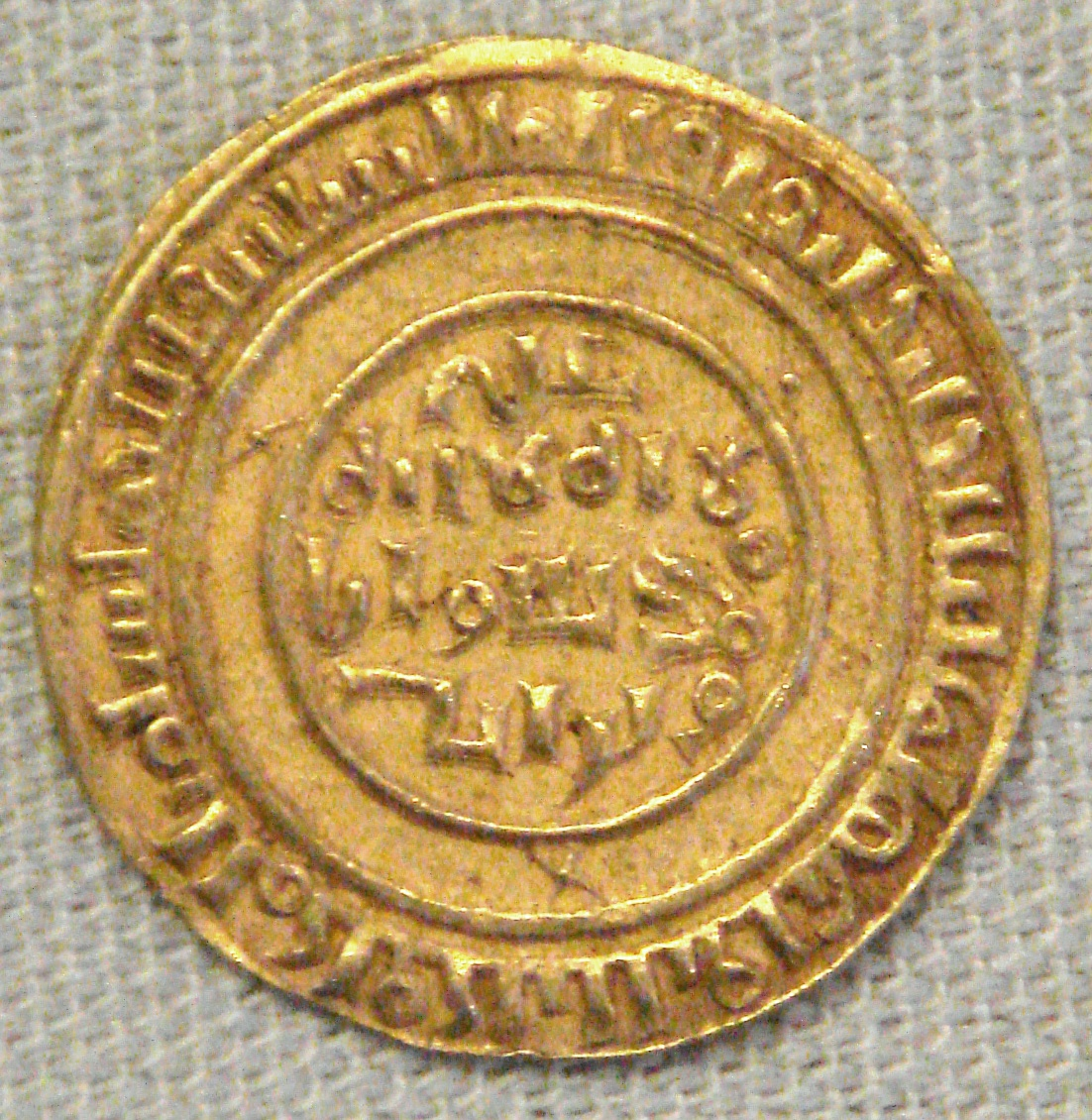
Křižácká mince, Tripolské hrabství, z roku 1230

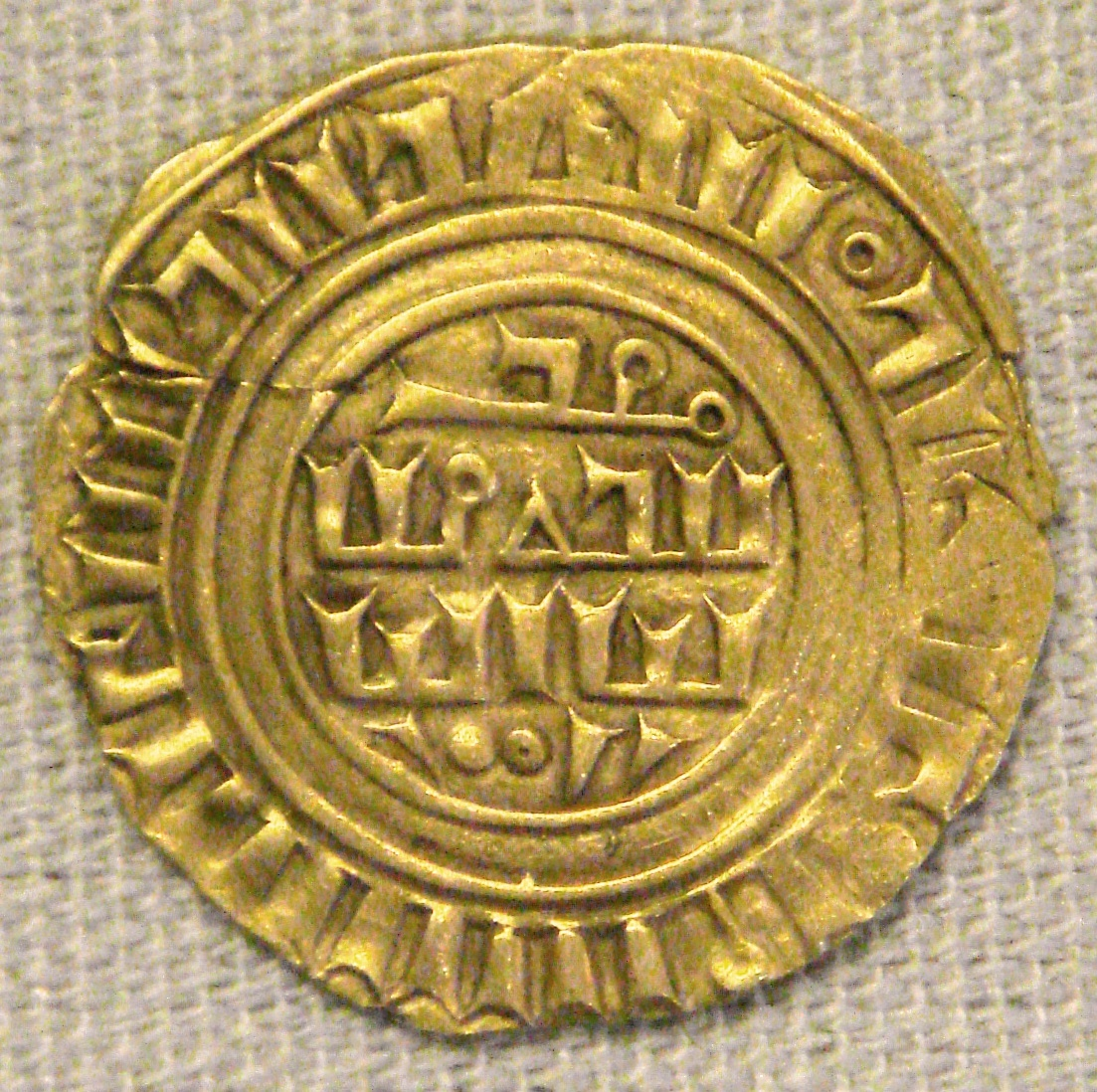
Křižácká mince, Tripolské hrabství, z roku 1230

Úřady v Tripolisu byli zřízeny podle jeruzalémského vzoru. Tyto úřady byly: majordomus, komisař, hejtman, vrchní lokaj a kancléř.

### Majordomové
- Raimond (1117)
- Brunel (1139–1143)

### Komisaři
- William Peter (1106)
- William Raymond (1106)
- Roger (1110–1117)
- Silvius (1139)
- Rainier (1140–1143)
- Arnald de Crest (1151–1155)
- Hugh Sine Censu (1161–1164)
- Raimond de Gibelet (1181–1183)
- Osto (1194)
- Gerard z Hamu (1198–1217)
- Jan (1217), také hejtman (viz níže)
- Thomas z Hamu (1227–1255)
- William Farabel (1277–1282)

### Hejtmani
- Falcrand (1142–1145)
- William de Lulen (1151)
- N. de Monteprasto (1163)
- Raimond (1177–1179)
- Jan (1187–1217), také komisař (viz nahoře)
- Jan (1241–1278)

### Vrchní lokajové
- Walter de Margat (1137)
- Renauld (1139)
- Albert (1143)

### Kancléři
- Pons (1126), také arcijáhen ze Saint Paul
- Jotron (1139–1143)
- Peter (1142–1143)
- Alberic (1163)
- Matthew (1174–1187)
- Jan (1202), snad byl také kancléřem v Antiochii za Bohemunda IV.

## Tripolská hrabata v letech 1102-1289

Znak přisuzovaný Tripolskému hrabství

- Raimond IV. z Toulouse, (1102–1105)
- Alfons Jordan, (1105–1109)
- Vilém Jordan z Cerdagne, regent, (1105–1109)
- Bernard z Toulouse, (1109–1112)
- Pons z Tripolisu (1112–1137)
- Raimond II. z Tripolisu, (1137–1152)
- Raimond III. z Tripolisu, (1152–1187)
- Raimond IV. z Tripolisu, (1187–1189), syn Bohemunda III. z Antiochie.
- Bohemund IV. z Antiochie, (1189–1233, také kníže z Antiochie 1201–1216 a 1219–1233)
- Bohemund V. z Antiochie, (1233–1251, také kníže z Antiochie)
- Bohemund VI. z Antiochie, (1251–1275, také kníže z Antiochie, (1251–1268)
- Bohemund VII. z Tripolisu, (1275–1287)
- Lucie z Tripolisu, (1287–1289)

### Titulární tripolská hrabata
- Lucie z Tripolisu (1289–1299), od pádu města až do své smrti
- Filip z Toucy (1299–1300)
- titul přešel na krále Kypru a Jeruzaléma
- Petr I. Kyperský (1345–1359)
- Petr II. Kyperský (1359–1369)
- Jacques de Lusignan (?–1396)
- Jan z Lusignanu (1396–1430)
- Petr z Lusignanu (1430–1451), regent Kypru
- Juan Tafures (1469–1473)